# Kreator
Kreator je popularna nemška thrash metal skupina iz Essna. Igrati so začeli že leta 1982, takrat pod imenom Tormentor. Od Bay Area thrash metal bendov se ločijo predvsem po hitrosti in večji »brutalnosti«. Skupaj z Destruction, Sodom iter Tankard so Kreator eni izmed »velikih štirih« nemškega thrash metala.

## Zasedba

### Trenutni člani
- Miland 'Mille' Petrozza - kitara, vokal
- Jürgen 'Ventor' Reil - bobni
- Christian 'Speesy' Giesler - bas kitara
- Sami Yli-Sirniö - kitara

### Bivši člani
- Michael Wulf - kitara (1986, samo en nastop)
- Jörg »Tritze« Trzebiatowski - kitara (1986–1989)
- Frank »Blackfire« Gosdzik - kitara
- Tommy Vetterli - kitara
- Roberto »Rob« Fioretti - bas kitara (1982–1992)
- Andreas Herz - bas kitara (1992–1995)
- Joe Cangelosi - bobni

## Diskografija

### Demo posnetki
- Blitzkrieg (1983)
- End Of The World (1984)

Ta dva izdelka sta nastala, ko so se še imenovali Tormentor.

### Studijski albumi
- Endless Pain (1985)
- Pleasure to Kill (1986)
- Terrible Certainty (1987)
- Extreme Aggression (1989)
- Coma of Souls (1990)
- Renewal (1992)
- Cause for Conflict (1995)
- Outcast (1997)
- Endorama (1999)
- Violent Revolution (2001)
- Live Kreation (2003)
- Enemy of God (2005)
- Hordes of Chaos (2009)
- Phantom Antichrist (2012)
- Gods of Violence (2017)
- Hate Über Alles (2022)

### Singli
- Flag of Hate (1986)
- Out of the Dark ... Into the Light (1988)
- Behind the Mirror (1989)
- Chosen Few (1999)

### Kompilacije
- Scenarios Of Violence (1996)
- Voices Of Transgression (1999)
- Past Life Trauma (2000)